# Ethioterpia lichenea
Ethioterpia lichenea là một loài bướm đêm trong họ Noctuidae.